# Episodi di Riverdale (sesta stagione)
La sesta stagione della serie televisiva Riverdale, composta da ventidue episodi, è trasmessa in prima visione assoluta dalla rete televisiva The CW in due parti, composta rispettivamente da 5 e 17 episodi: la prima dal 16 novembre 2021 al 14 dicembre 2021 e la seconda dal 20 marzo al 31 luglio 2022.
In Italia la stagione è stata pubblicata dal 16 ottobre al 22 dicembre 2022 su Infinity+ con un doppio episodio settimanale e successivamente su Prime Video il 1º maggio 2023. In chiaro viene trasmessa su La5 dal 3 agosto 2023, dal lunedì al venerdì in fascia pomeridiana.
L'antagonista principale è Percival Pickens.
| n.                       | Titolo originale                                              | Titolo italiano                                      | Prima TV USA           | Pubblicazione Italia   |
| Prima parte: Rivervale   | Prima parte: Rivervale                                        | Prima parte: Rivervale                               | Prima parte: Rivervale | Prima parte: Rivervale |
| ------------------------ | ------------------------------------------------------------- | ---------------------------------------------------- | ---------------------- | ---------------------- |
| 1                        | Chapter Ninety-Six: Welcome to Rivervale                      | Capitolo novantasei: "Benvenuti a Rivervale"         | 16 novembre 2021       | 16 ottobre 2022        |
| 2                        | Chapter Ninety-Seven: Ghost Stories                           | Capitolo novantasette: "Storie di fantasmi"          | 23 novembre 2021       | 16 ottobre 2022        |
| 3                        | Chapter Ninety-Eight: Mr. Cypher                              | Capitolo novantotto: "Il signor Cypher"              | 30 novembre 2021       | 23 ottobre 2022        |
| 4                        | Chapter Ninety-Nine: The Witching Hour(s)                     | Capitolo novantanove: "L'ora delle streghe"          | 7 dicembre 2021        | 21 ottobre 2022        |
| 5                        | Chapter One Hundred: The Jughead Paradox                      | Capitolo cento: "Universi paralleli"                 | 14 dicembre 2021       | 28 ottobre 2022        |
| Seconda parte: Riverdale |                                                               |                                                      |                        |                        |
| 6                        | Chapter One Hundred and One: Unbelievable                     | Capitolo centouno: "Ai confini della realtà"         | 20 marzo 2022          | 28 ottobre 2022        |
| 7                        | Chapter One Hundred and Two: Death at a Funeral               | Capitolo centodue: "Requiem per Hiram"               | 27 marzo 2022          | 4 novembre 2022        |
| 8                        | Chapter One Hundred and Three: The Town                       | Capitolo centotre: "Battaglia per Sketch Alley"      | 3 aprile 2022          | 4 novembre 2022        |
| 9                        | Chapter One Hundred and Four: The Serpent Queen's Gambit      | Capitolo centoquattro: "Guerra per il consiglio"     | 10 aprile 2022         | 11 novembre 2022       |
| 10                       | Chapter One Hundred and Five: Folk Heroes                     | Capitolo centocinque: "Un eroe popolare"             | 17 aprile 2022         | 11 novembre 2022       |
| 11                       | Chapter One Hundred and Six: Angels in America                | Capitolo centosei: "Angeli in America"               | 24 aprile 2022         | 18 novembre 2022       |
| 12                       | Chapter One Hundred and Seven: In the Fog                     | Capitolo centosette: "La nebbia"                     | 1º maggio 2022         | 18 novembre 2022       |
| 13                       | Chapter One Hundred and Eight: Ex-Libris                      | Capitolo centootto: "Ex Libris"                      | 8 maggio 2022          | 24 novembre 2022       |
| 14                       | Chapter One Hundred and Nine: Venomous                        | Capitolo centonove: "Veleno"                         | 15 maggio 2022         | 24 novembre 2022       |
| 15                       | Chapter One Hundred and Ten: Things That Go Bump in the Night | Capitolo centodieci: "I fantasmi del Pop's"          | 22 maggio 2022         | 1º dicembre 2022       |
| 16                       | Chapter One Hundred and Eleven: Blue Collar                   | Capitolo centoundici: "Colletto blu"                 | 29 maggio 2022         | 1º dicembre 2022       |
| 17                       | Chapter One Hundred and Twelve: American Psychos              | Capitolo centododici: "American Psycho"              | 12 giugno 2022         | 8 dicembre 2022        |
| 18                       | Chapter One Hundred and Thirteen: Biblical                    | Capitolo centotredici: "Orrori biblici"              | 26 giugno 2022         | 8 dicembre 2022        |
| 19                       | Chapter One Hundred and Fourteen: The Witches of Riverdale    | Capitolo centoquattordici: "Le streghe di Riverdale" | 10 luglio 2022         | 15 dicembre 2022       |
| 20                       | Chapter One Hundred and Fifteen: Return to Rivervale          | Capitolo centoquindici: "Ritorno a Rivervale"        | 17 luglio 2022         | 15 dicembre 2022       |
| 21                       | Chapter One Hundred and Sixteen: The Stand                    | Capitolo centosedici: "Un altro nemico"              | 24 luglio 2022         | 22 dicembre 2022       |
| 22                       | Chapter One Hundred and Seventeen: Night of the Comet         | Capitolo centodiciassette: "La notte della cometa"   | 31 luglio 2022         | 22 dicembre 2022       |

## Capitolo novantasei: "Benvenuti a Rivervale"
- Titolo originale: Chapter Ninety-Six: Welcome to Rivervale
- Diretto da: Gabriel Correa
- Scritto da: Roberto Aguirre-Sacasa

### Trama
Dopo il finale della stagione precedente, che vedeva casa Andrews, con all’interno Archie e Betty, esplodere per via di un ordigno piazzato lì da Hiram, un Jughead narratore introduce gli spettatori a “Rivervale”, un universo alternativo rispetto alla serie madre, dove tutti i personaggi finora conosciuti vivono la propria vita: Archie e Betty procedono con la loro relazione e desiderano tanto diventare genitori, aspettativa alquanto complicata da raggiungere vista l’apparente sterilità di lei; Veronica e Reggie, partner sia in amore sia in affari, intendono aprire un casinò in città; lo stesso Jughead e Tabitha decidono di trasferirsi insieme in un appartamento tutto loro; Toni e Fangs riscontrano i primi problemi genitoriali con il piccolo Anthony; Alice sta superando la morte di Polly e cerca conforto in Frank Andrews, zio di Archie, mentre invece Cheryl, dopo aver dichiarato Thornhill uno “stato sovrano”, è alla testa della sua congrega di adepte. Rivervale, però, affronta gravi difficoltà in quanto la famosa piantagione di aceri della famiglia Blossom si è oramai esaurita, pertanto Archie propone di acquistare e distribuire in giro per la città degli alberelli di acero; tuttavia, d’altra parte, Cheryl crede che l’appassimento dei suoi amati alberi sia dovuto alla perdita degli “antichi metodi” pagani adoperati in passato dagli antenati, che prevedevano anche dei veri e propri sacrifici di sangue. Nel frattempo, il ritrovamento della carcassa di un cervo, palesemente sacrificato nei pressi della proprietà privata dei Blossom, incuriosisce Archie e Betty, che trovano conferma sul fatto che Cheryl stia tramando qualcosa di grosso quando la ragazza sabota i lavori di riforestazione di acero lasciandosi dietro delle inquietanti bamboline di paglia. Cheryl tenta di far passare dalla sua parte gli abitanti di Rivervale, riuscendoci in pieno: dapprima aiuta Toni e Fangs a tranquillizzare i continui pianti di Anthony; poi offre a Jughead e Tabitha una soluzione ai loro problemi di infestazione di insetti, come anche a Veronica e Reggie sui complessi di inferiorità del ragazzo verso Archie; è la volta di Alice e Frank, ed infine persino Betty viene convinta da Cheryl ad appoggiarla. Durante il Festival dell’Acero indetto dalla Blossom, infatti, i cittadini spingono Archie a cimentarsi nei vari giochi per movimentare la festa, anche se sarà poi Betty a venire incoronata regina, mentre ad Archie spetterà il premio di consolazione, ossia la “torta del peccato”, che a detta di Cheryl, se mangiata da qualcuno di abbastanza forte da sostenerne il peso, libererà Rivervale dai suoi errori. Una volta rincasati, Betty comunica ad Archie che le bamboline di Cheryl sono una specie di amuleto per la fertilità, così i due tentano la sorte e copulano nella speranza che l’oggetto gli sia d’aiuto. In nottata, Archie viene telefonato da Kevin, che lo prega di raggiungerlo nel bosco dove si è tenuto il festival per salvare Betty, ma al suo arrivo il ragazzo si ritrova davanti l’intera Rivervale apprestarsi per un imminente rituale: Cheryl fa il suo ingresso, seguita da Betty, che annuncia ad Archie di essere effettivamente rimasta incinta dal loro ultimo rapporto, ragion per cui lei e tutte le altre donne non verranno mai sacrificate perché detengono la funzione di procreare, al contrario invece degli uomini, soprattutto quelli dotati di un cuore puro, come Archie. Quest’ultimo, confuso, viene quindi tramortito alle spalle da Veronica, successivamente legato su un altare ed ucciso da Cheryl per salvaguardare la prosperità di Rivervale.  
- Guest stars: Martin Cummins (Tom Keller); Ryan Robbins (Frank Andrews); Kyra Leroux (Britta Beach); Alvin Sanders (Pop Tate); Barbara Wallace (Rose Blossom)
- Ascolti USA: 0,33%

## Capitolo novantasette: "Storie di fantasmi"
- Titolo originale: Chapter Ninety-Seven: Ghost Stories
- Diretto da: Gabriel Correa
- Scritto da: Janine Salinas Schoenberg

### Trama
Il sacrificio di Archie ha permesso la ricrescita degli aceri dei Blossom, ma, mentre Cheryl e Nana Rose ne festeggiano i risultati, Dagwood, uno dei due gemelli di Polly e Jason, chiede aiuto per sua sorella Juniper, che sta venendo annegata nella vasca da bagno da una strana entità femminile paranormale. Cheryl riesce a salvare la nipote, ma l’attacco sarà solo il primo di una lunga serie: dopo l’omicidio di una giovane Serpent, Toni viene a sapere dalla mamma di questi che la colpevole è la “Llorona”, uno spirito vendicativo che bersaglia tutti i bambini piccoli, anche quelli non ancora nati; infatti, durante la notte, la Llorona visita Betty mentre dorme e le provoca un aborto spontaneo. Intanto, Jughead e Tabitha scoprono per caso l’esistenza di una camera murata all’interno della loro casa, che Jughead subito mette in ordine per trasformarla nel suo studio, ma Tabitha, per maggiori informazioni, si rivolge all’assistente immobiliare che le comunica che la stanza era stata teatro del cruento omicidio-suicidio di una coppia all’incirca 50 anni prima. Reggie, nel frattempo, sta attraversando un brutto periodo: suo padre è gravemente malato e rischia di non farcela, così il ragazzo decide di alleviare lo sconforto comprando lo stesso modello di auto che il genitore gli regalò in passato, soprannominandola “Bella”. Veronica si accorge della morbosità che lega Reggie alla macchina, dentro cui trova la fotografia di una donna a lei sconosciuta e che, grazie al preside Weatherbee, capisce trattarsi di una certa Isabella Soprano, ex insegnante alla Rivervale High accusata di intrattenere relazioni clandestine con i suoi allievi. Sospettando che Reggie abbia subito gli abusi della Soprano e che il rapporto con Bella sia un’estensione indiretta della sua tossicità, Veronica distrugge l’auto, ma Reggie le rivela che in realtà la professoressa era l’unica confidente con la quale poteva liberamente parlare dei suoi problemi e che, soprattutto, suo padre è venuto a mancare. Quando la Llorona prende di mira il piccolo Anthony, Toni e Betty interpellano Cheryl per organizzare una seduta spiritica al fine di capire cosa l’abbia spinta ad agire in questo modo: tramite il corpo di Nana Rose, la Llorona, il cui vero nome è Martha, racconta di essere stata un’infermiera nel primo ospedale di Rivervale, ingiustamente accusata di aver provocato la morte di molti neonati ed uccisa annegata nello Sweetwater insieme ai suoi figli; la Llorona è stata ora evocata da Darla Dickenson, una Ghoulie in vena di vendetta verso Toni, che ha inavvertitamente ucciso suo figlio durante uno scontro fra clan. Mentre Jughead e Tabitha, dopo una marea di litigi dovuti alla presenza dei fantasmi della coppia, riescono ad appianare le divergenze, dichiarandosi finalmente amore, Toni e Betty si precipitano sulla riva dello Sweetwater, dove la Llorona sta per inabissarsi con Anthony. Toni, allora, pur di salvare il suo bambino, decide di sacrificarsi al posto di Anthony, che viene affidato a Betty, dopodiché accetta il fardello di Martha e diventa lei stessa la nuova Llorona.
- Guest stars: Azura Skye (Darla), Anita Wittenberg (Dottoressa Diana Whitley), Alison Araya (Janet Weiss), Katie Prasad Keough (Isabella Soprano), Skylar Radzion (Squeaky), Shadan Saul (Lucinda Villa)
- Ascolti USA: 0,34%

## Capitolo novantotto: "Il signore Cypher"
- Titolo originale: Chapter Ninety-Eight: Mr. Cypher
- Diretto da: Jeff Woolnough
- Scritto da: Greg Murray

### Trama
Mentre sta lavorando nel suo locale con Tabitha come al solito, Pop intravede un misterioso uomo alla finestra che, mostrandogli il suo vero volto demoniaco, gli provoca un malore tale da farlo ricoverare d’urgenza all’ospedale. Qui, l’uomo si presenta a Tabitha sotto il nome di Louis Cypher, alias il diavolo in persona, venuto a reclamare l’anima di Pop in virtù di un vecchio patto con cui l’uomo salvò il padre dalla sofferenza eterna degli inferi: il diavolo è disposto però a svincolare Pop dal contratto solo se Tabitha gli offrirà la loro tavola calda, che rappresenta invece l’anima di tutta Rivervale. Il diavolo lascia a Tabitha il tempo di pensarci su, ma nel frattempo si accinge a racimolare quante più anime possibili dalla città, a cominciare dalla serata d’apertura del “Babylonium”, il nuovo casinò di Veronica e Reggie: il primo a raggirare è Kevin, al quale promette fama e successo, mentre rende partecipe Veronica del fatto che Reggie gli ha venduto la propria anima per avere il resto dei soldi necessari alla costruzione del casinò. Veronica interviene subito per sventare tale prospettiva, perciò invita il suo acerrimo nemico, Nick St. Clair, a passare una serata al Babylonium, dove riesce a trarlo in inganno così da proporre al diavolo uno scambio: Nick al posto di Reggie. Cypher accetta l’offerta di Veronica, la quale, tuttavia, scopre che i suoi tentativi sono risultati vani, dal momento che non c’è mai stata in ballo l’anima di Reggie, bensì la sua. Infuriata e delusa, Veronica affronta le bugie del compagno e lo caccia in malo modo da casa loro. Intanto, Jughead non perde occasione per intervistare il diavolo e realizzare un succoso articolo di giornale, ma Cypher, in cambio della sua disponibilità, pone Jughead dinanzi ad una scelta: permettergli di pubblicare la loro intervista senza che possa mai più scrivere qualsivoglia storia, oppure fargli tenere per sé tutti i frivoli dettagli della scandalosa vita del diavolo ed ottenere una spiccata vena artistica. Jughead opta per la prima alternativa, ma, nonostante il successo riscosso, risente parecchio della mancanza della sua creatività, così ritratta i termini dell’accordo col diavolo e gli promette la sua anima. Betty viene contattata dal suo capo dell’FBI, Glen, che le annuncia della cattura del famigerato Trash Bag Killer, scortato a Rivervale per un interrogatorio con la Cooper, che dovrà estorcergli una confessione sui suoi cruenti crimini. In un secondo momento, però, Betty capisce che quello che ha davanti non è il vero Trash Bag Killer, che per tutta la durata dell’interrogatorio indossa una maschera, ma si tratta proprio del diavolo, il quale, nel tentativo di ottenere l’anima di Betty, la tortura con le voci e le grida di dolore di suo padre Hal e di sua sorella Polly, intrappolati all’inferno. Betty non resiste ed accoltella ripetutamente il diavolo con un paio di forbici, solo per scoprire di essere stata ingannata, poiché sotto la maschera si nascondeva Glen, che, ormai morto, viene poi seppellito nel giardino dei Cooper. Tabitha, frattanto avvicinata da Raphael, un angelo col compito di sistemare le malefatte di Cypher, riceve in dono da lui un filtro contenente le lacrime sante versate dalla Vergine Maria durante la Crocifissione di Cristo, che lei riesce a somministrare al diavolo per avvelenarlo e rendere nullo ogni suo contratto. Dopo aver rifiutato l’invito a barattare l’anima di Alice per la sua, Veronica prende due piccioni con una fava e dichiara che, d’ora in avanti, rifornirà settimanalmente l’inferno con un’anima perduta dai clienti del suo Babylonium. Purtroppo per Reggie, Veronica si vendica anche del suo tradimento proponendo lui come la prima “quota” da incassare.
- Guest stars: Oliver Rice (Mr. Louis Chyper / Il Diavolo), Graham Phillips (Nick St. Clair), Hamza Fouad (Raphael), Lochlyn Munro (Hal Cooper)
- Ascolti USA: 0,26%

## Capitolo novantanove: "L'ora delle streghe"
- Titolo originale: Chapter Ninety-Nine: The Witching Hour(s)
- Diretto da: James DeWille
- Scritto da: Arabella Anderson

### Trama
L’intero episodio si alterna fra tre epoche diverse per seguire le varie generazioni di donne Blossom nel corso del tempo: 1892, 1957 e 2021.
- 1892. Abigail Blossom (antenata di Cheryl) è una dolce e tenera insegnante di una classe di sole femmine che lavora direttamente all’interno della sua abitazione, Thornhill. Essendo alla ricerca di personale, Abigail assume Thomasina Topaz (antenata di Toni), una nuova arrivata a Rivervale che subito attira l’attenzione di Abigail, tant’è che le due donne intraprendono una relazione segreta, ben consapevoli delle discriminazioni cui sarebbero andate incontro se si fosse reso pubblico. Una sera, lo sceriffo Keller (antenato di Kevin) bussa alla porta di Thornhill in cerca di Thomasina, accusata di omicidio, ma Abigail, seppur sorpresa, riesce ad eludere la sua sorveglianza e a mandarlo via: Thomasina, quindi, confessa ad Abigail di essere stata sposata tempo prima con un uomo molto violento, che lei uccise per non doverne più subire i soprusi. Le cose tra Abigail e Thomasina sembrano procedere al meglio, finché non si presenta Fen Fogarty (antenato di Fangs) a Thornhill, soldato di guerra e compagno d’armi di James, fratello gemello di Abigail che, come sostiene Fen, ha perso la vita in battaglia. Fen consegna poi ad Abigail una lettera scritta da James, in cui prega la sorella di esaudire il suo ultimo desiderio, ovvero quello di unire in matrimonio Abigail e Fen. Thomasina, però, è dubbiosa circa la veridicità di Fen, così perlustra camera sua insieme ad Abigail, dove le due trovano diversi oggetti runici che indicano la familiarità dell’uomo con le arti oscure, e molteplici fotografie che immortalano cadaveri, tra cui quello di James: capiscono allora che Fen è un mero impostore. L’uomo, tuttavia, le coglie in flagrante e costringe Abigail a sposarlo sotto minaccia di uccidere Thomasina, ma, durante la prima notte di nozze, Abigail aggredisce brutalmente Fen con un’ascia, per poi accorrere da Thomasina, la quale purtroppo è già stata uccisa. Prima di esalare l’ultimo respiro, inoltre, Fen maledice Abigail, condannandola all’immortalità e alla solitudine eterna proprio mentre sopra di loro passa la cosiddetta “Cometa di Bailey”.
- 1957. Poppy Blossom è una giovane donna esuberante e anticonformista, che tiene periodicamente a Thornhill degli incontri con le sue amiche casalinghe, Bitsy Smith (antenata di Betty), Velma Gomez (antenata di Veronica) e Tammy Tate (antenata di Tabitha). Poppy è solita aiutare le sue compagne nel contrastare spesso e volentieri le autorità dei rispettivi mariti, in particolare di Jack Jones (antenato di Jughead), sposato con Bitsy. Quest’ultima, in un momento di stress, arriva a baciare Poppy, evento che comporterà l’ira di John, che intima Poppy di farsi da parte: Poppy non si lascia spaventare dagli uomini di Rivervale, ansiosi di cacciarla, per cui viene arrestata con l’accusa di essere una simpatizzante comunista. Malgrado tutto, Poppy declina qualsiasi proposta di confessione e viene incarcerata per ben 9 mesi, al termine dei quali, convinta da John e illusa con la promessa di venire scagionata da Keller, si reca in ospedale per dare una mano a Bitsy a partorire il suo secondo bambino: tutto ciò avviene col passaggio in cielo della Cometa di Bailey, analogamente a quanto successo ad Abigail. A lavoro compiuto, Poppy viene relegata a Thornhill per gli arresti domiciliari.
- 2021 (presente). Cheryl annuncia alla sua classe che, quella notte, apparirà la Cometa di Bailey, che passa ogni 65 anni, ma lei sarà impossibilitata ad assistervi perché impegnata a prendersi cura di Nana Rose, allettata ed indebolita. Cheryl ne approfitta per rispolverare i vecchi racconti di Abigail e Poppy e ricordare i loro tragici destini, quando giunge a Thornhill il suo tanto desiderato ospite: la strega Sabrina Spellman, proveniente dalla vicina cittadina di Greendale, che contribuisce, durante la traversata della Cometa, alla riuscita di un incantesimo di trasferimento con cui scambiare i corpi di Cheryl e Nana Rose: come spiegherà in seguito Sabrina, la maledizione di Fen aveva reso Abigail immortale, dunque, per non destare sospetti, la donna, altresì una strega, creò i personaggi di Poppy e Cheryl, ma col trasferimento dell’anima di Abigail nel corpo morente di Nana Rose, il suo spirito può finalmente trovare la pace e ricongiungersi con l’amata Thomasina nell’aldilà, mentre Rose, adesso, vive dentro il corpo di Cheryl.

- Guest stars: Kiernan Shipka (Sabrina Spellman)
- NOTA: Thomasina e Tammy sono interpretate da Vanessa Morgan, Abigail e Poppy da Madelaine Petsch, Bitsy da Lili Reinhart, Jack da Cole Sprouse, Kirk Keller da Casey Cott e Fen Fogarty da Drew Ray Tanner, essendo tutti parenti degli stessi personaggi attuali in diverse epoche
- Ascolti USA: 0,27%

## Capitolo cento: "Universi paralleli"
- Titolo originale: Chapter One Hundred: The Jughead Paradox
- Diretto da: Gabriel Correa
- Scritto da: Roberto Aguirre-Sacasa

### Trama
I cittadini di Rivervale si svegliano nel cuore della notte in preda a degli incubi riguardanti i recenti avvenimenti in città, infatti, personaggi morti durante i primi episodi, tra cui Archie, Toni e Reggie, ritornano inspiegabilmente in vita. L’indomani mattina, a Jughead appare tutto sempre più confusionario e strano: la comparsa di Ben Button, un suo vecchio compagno di liceo suicidatosi anni prima in sacrificio al Re Gargoyle, lo fa uscire fuori di testa, ma quello che lo tormenta di più è la notizia del ritrovamento del suo stesso cadavere ai margini della città. Dopo aver appurato che sul cartello di benvenuto sono presenti entrambe le scritte di “Rivervale” e “Riverdale”, Jughead comincia a sospettare della coesistenza di due universi paralleli in collisione, dubbio che verrà confermato dai fumetti che il suo sosia possedeva e che raccontano esattamente le stesse vicende di Rivervale, ma ambientate a Riverdale. Jughead condivide la sua scoperta con gli amici, che si costringono a credergli a proprie spese: ad esempio, Veronica riceve la visita di un “altro Reggie” (interpretato dall’attore Ross Butler nella prima stagione della serie), che la corteggia suscitando la rabbia del vero Reggie, tanto che i due finiranno per uccidersi a vicenda, mentre Jughead scopre che Jason, il gemello di Cheryl, è ancora vivo e vegeto, dopodiché Dilton Doiley, anch’egli sopravvissuto in questo universo, ed Ethel Muggs, ora studiosi di fisica quantistica, gli suggeriscono di adattarsi alla sua nuova vita a Rivervale piuttosto che trovare un modo per bilanciare gli equilibri con Riverdale. Quando Clifford Blossom, travestito da Black Hood, viene ucciso dallo sceriffo Keller dopo aver rapito Jason, pare che il “cattivo” di Rivervale sia stato sconfitto, ma gli abitanti dovranno ricredersi in seguito all’omicidio di Cheryl, uccisa strangolata come il doppione di Jughead. Non potendo sopportare di starsene con le mani in mano, Jughead si rivolge nuovamente a Dilton, il quale ha però in mente solo di aspettare che i due universi si estendano talmente tanto fra di loro da collassare e studiarne i movimenti. Fortunatamente, Ethel non glielo permette e lo avvelena, così informa Jughead che la maniera per riequilibrare i mondi è di salvare solo uno dei due universi, ossia quello principale, Riverdale, ricostruendo per filo e per segno le dinamiche che hanno portato alla creazione di Rivervale: l’esplosione in casa Andrews, una fusione tra il bene (l’amore di Archie e Betty) e il male (l’odio di Hiram). Jughead propone quindi a Veronica di assumere i ruoli dei loro amici per non far rischiare Archie e Betty, che tra l’altro stanno per sposarsi. Il giorno del matrimonio, Jughead attende Veronica dagli Andrews per mettere in moto il loro piano, ma arriva invece Archie, che, con sguardo folle, gli rivela di aver già ucciso la ragazza e di essere il colpevole delle altre morti per strangolamento: Archie spiega che a Rivervale tutti, prima o poi, resuscitano, per cui Jughead capisce che l’amico ha intenzione di aspettare anche suo padre Fred, originariamente morto; ne deriva una dura lotta tra Archie e Jughead, fino a quando non interviene Betty, che spara in testa ad Archie, per poi prepararsi a ricreare la scena dell’esplosione insieme a Jughead. D’un tratto, irrompe nella stanza l’altro Jughead risorto, il quale, grazie ad una visita nell’aldilà, dichiara di sapere come separare i due universi senza necessariamente distruggere Rivervale: se è stata la devastazione della bomba a causarne la nascita, serviranno immaginazione e creazione per continuare ad alimentarla, dunque uno scrittore che partorisca incessantemente racconti sulla storia di Rivervale. La versione di Jughead legata a Rivervale si assume un simile incarico, pertanto viene isolato nel famoso bunker di Dilton nella foresta dove, fintanto che scriverà, potrà fornire energia a Rivervale, mentre il vero Jughead e Betty ritornano finalmente a Riverdale insieme ai loro amici, tutti carenti dei ricordi su ogni cosa capitata nell’universo parallelo, poco prima della scena della bomba, durante la quale Betty viene avvertita telefonicamente da qualcuno di abbandonare casa Andrews con Archie: così facendo, Archie e Betty si salvano dall’esplosione. 
- Guest stars: Ross Butler (Reggie Mantle primo), Major Curda (Dilton Doley), Lochlyn Munro (Hal Cooper), Shannon Purser (Ethel Muggs), Trevor Stines (Jason Blossom), Moses Thiessen (Ben Button)
- NOTA: Questo è il primo episodio in cui Jason parla, non essendo morto in questo universo. Parlerà anche nell'episodio "The Town" (ep.6x8).
- Ascolti USA: 0,29%

## Capitolo centouno: "Ai confini della realtà"
- Titolo originale: Chapter One Hundred and One: Unbelievable
- Diretto da: James DeWille
- Scritto da: James DeWille

### Trama
Alice è preoccupata per Betty dopo l'esplosione a casa di Andrews e la porta d'urgenza in ospedale. Mentre è lì, Betty nota una “energia negativa” irradiarsi da un inserviente maschio e scopre che era un precedente tossicodipendente che ha tagliato la gola a un'infermiera. Archie e Betty in seguito lo affrontano. Jughead lotta con il suo udito dopo l'esplosione e un medico conferma che ha una parziale sordità in entrambe le orecchie. I Ghoulies si confrontano con Zanne e Toni e confermano che l'esplosione è avvenuta su ordine di Hiram. Veronica cospira per far uccidere Hiram. Il padre di Reggie ha un attacco di cuore e, vedendo la sua tristezza, tenta di commissionare la sua morte quando ormai è troppo tardi. Archie attacca i Ghoulies dopo aver appreso che l'esplosione gli ha permesso di acquisire maggiore forza. Cheryl tenta di invertire la maledizione di Abigail, ma si rende conto di aver posseduto il corpo di Britta. Nana Rose e Cheryl eseguono un esorcismo, ma Nana Rose manda lo spirito di Abigail nel corpo di Cheryl permanentemente. Mentre lavora al caso di Hiram, Glen aggredisce sessualmente Betty e lei lo fa licenziare. Glen viene poi visto nella sua macchina e Trash Bag Killer gli mette un sacco della spazzatura sopra la testa, soffocandolo.

## Capitolo centodue: "Requiem per Hiram"
- Titolo originale: Chapter One Hundred and Two: Death at a Funeral
- Diretto da: Tara Dafoe
- Scritto da: Ted Sullivan

### Trama
Hermione arriva a Riverdale, apprendendo che Veronica era responsabile della morte di Hiram. Al funerale di Hiram si presenta solo Reggie e dice di amare Veronica. Archie è dotato di palladio trovato sul sito da uno dei suoi lavoratori. Con il palladio in suo possesso, Archie cade attraverso le assi al secondo piano e si ferisce, sfidando le sue aspettative di essere indistruttibile. Altrove, Betty e la sua unità danno la caccia al Trash Bag Killer dopo aver appreso che Glen è tenuto prigioniero da lui. Betty viene incontrata in ufficio una notte dal killer, che minaccia la vita di Archie. Si preoccupa di non poter vedere la sua aura minacciosa sulle persone. Archie e Betty si rendono conto che il palladio e il killer sono la rispettiva "kryptonite" per i loro ritrovati "superpoteri". Lo stesso operaio edile, vestito da TBK, in seguito tiene prigioniero Archie in soffitta, e Bingo, il cane di Archie, lo attacca, facendolo cadere attraverso il muro. Nana Rose cospira con lo spirito di Abigail per aiutare i Blossom a reclamare Riverdale, ma Abigail viene distratta da Toni, che assomiglia a Thomasina. Nana Rose critica la distrazione di Abigail con Toni e viene successivamente bandita da Abigail. Tabitha aiuta Jughead a venire a patti con la sua sordità presentandolo a un altro scrittore sordo. Betty decide di lasciare Riverdale per attirare il killer all'FBI una volta per tutte. Mentre scrive, Jughead ascolta i pensieri di Tabitha e si rende conto che la sua sordità potrebbe essere un travestimento per la sua capacità di leggere nel pensiero.

## Capitolo centotre: "Battaglia per Sketch Alley"
- Titolo originale: Chapter One Hundred and Three: The Town
- Diretto da: Rob Seidenglanz
- Scritto da: Brian E. Paterson

### Trama
Percival scrive un articolo in cui esprime il suo disprezzo per Riverdale, cosa che fa arrabbiare Archie. Durante una riunione del municipio, Percival suggerisce di rimuovere la popolazione senzatetto di Riverdale, ma Archie ribatte con un piano per costruire alloggi per i senzatetto a Sketch Alley e cerca fondi da Toni e Tabitha. Mentre lavora al progetto, Kevin viene attaccato da Doc con un martello. Veronica e Reggie lottano per ottenere l'approvazione di usare il loro casinò, Babylonium, come luogo di rilancio della città, ma Alice crede che non sia l'ideale avere il nome dei Lodge associato al rebranding della città. Proprio mentre Veronica e Reggie stanno elaborando un piano per avere il consiglio dalla loro parte, scoprono che un uomo si è impiccato nel loro casinò e scoprono che Percival ha sussurrato qualcosa all'uomo prima del suo suicidio. Britta tenta di attirare lo spirito di Abigail fuori dal corpo di Cheryl entrando nel paesaggio onirico di Abigail, che trova Cheryl tormentata da un frutto di Penelope. Britta riformula la percezione di Cheryl in modo che sia consapevole di essere in un paesaggio onirico e che Abigail l'ha posseduta quindi Cheryl affronta i suoi traumi con la madre.Jughead incontra Percival e, grazie al suo potere di leggere le menti, scopre che ha la capacità di controllare le menti. Betty fa visita ad Archie, rivelando di aver perso le tracce di Trash Bag Killer. Archie avverte Betty che Percival sta controllando le menti dei cittadini. Betty dice che ha un problema con la luce,le fa male la testa. Percival è visto fissare un consiglio di cittadini di Riverdale nel suo ufficio con un sorriso compiaciuto stampato in faccia.

## Capitolo centoquattro: "Guerra per il consiglio"
- Titolo originale: Chapter One Hundred and Four: The Serpent Queen's Gambit
- Diretto da: Antonio Negret
- Scritto da: Danielle Iman

### Trama
Percival propone di rimuovere Toni dal consiglio comunale a causa delle crescenti tensioni tra Serpents e Ghoulies. Tabitha tenta di proteggerla, ma il resto della città vota per rimuoverla, sostenendo Percival. Archie riunisce Betty e Jughead per arrivare al fondo dei piani di Percival. Nel frattempo, Abigail Blossom, che possiede ancora il corpo di Cheryl, tenta di uccidere Betty, Archie e Jughead con focaccine a base di arsenico. Quando il suo piano viene sventato, Abigail tenta di dare fuoco ad Archie nel parcheggio dell'El Royale. Betty la convince che Archie non è sopravvissuto all'incidente, la soffoca e la lega a un paletto, eseguendo un esorcismo, con lo spirito di Abigail diretto nella bambola Julian. Nel frattempo, Kevin chiama la signora Weiss per fare un controllo di salute su Anthony, vedendo Toni come una madre inadatta. Anthony viene catturato dai Ghoulies e i Ghoulies in seguito attirano i Serpents in una trappola con lo sceriffo sotto gli ordini di Percival. I Serpents vengono arrestati e i Ghoulies, ad eccezione del loro leader, vengono uccisi in una sparatoria con le forze dello sceriffo, sebbene il dottor Curdle Jr. creda che i Ghoulies si siano suicidati. Anthony viene restituito a Toni ma Kevin le dice che intende presentare domanda per la custodia primaria. Altrove, Veronica e Reggie affrontano Marty mentre è in via di guarigione, ma fa scelte sbagliate quando visita il Babylonium. Archie informa Betty e Jughead che crede che Percival intenda decimare completamente Riverdale.

## Capitolo centocinque: "Un eroe popolare"
- Titolo originale: Chapter One Hundred and Five: Folk Heroes
- Diretto da: Gabriel Correa
- Scritto da: Devon Turner

### Trama
Il consiglio comunale consente un cartellone pubblicitario per Babylonium e rimuove lo slogan di Pop dallo slogan della città sui nuovi cartelli proposti, facendo arrabbiare Tabitha e Toni, che stanno perdendo gli affari. Percival combutta con Veronica, provocando una ricaduta con Reggie. Tabitha e Toni replicano le idee imprenditoriali del Babylonium, ma in seguito raggiungono un accordo con Veronica. Archie esegue una serie di imprese incredibili e invita KO Kelly a Riverdale per un incontro di boxe. Dopo che KO Kelly si è infortunato camminando nel traffico, Percival sfida Archie a una rissa, ma Percival nasconde il palladio nei suoi guantoni da boxe, causando gravi lesioni ad Archie durante la partita. Successivamente viene rivelato che Percival ha manipolato Alice e Betty per fargli conoscere le debolezze di Archie. Altrove, Britta lascia Thornhill e Cheryl sembra essere malata. Nana Rose assume un infermiere notturno per Cheryl perché lei deve vegliare su Abigail. Quando Cheryl si sveglia al mattino trova il corpo dell'infermiere totalmente incenerito, ad esclusione dei piedi. Cheryl chiama Betty, che riferisce che si tratta di combustione umana spontanea. Tuttavia, Betty rimane a monitorare Cheryl, la cui temperatura continua a salire a livelli esorbitanti. Betty incontra una collega specializzata in fenomeni particolari e le viene detto che Cheryl è probabilmente una pirocinetica, il che le permette di controllare il fuoco con la mente. Betty aiuta Cheryl a controllare la sua nuova abilità, facendole capire che può usarla come una risorsa ottenuta grazie ad Abigail.

## Capitolo centosei: "Angeli in America"
- Titolo originale: Chapter One Hundred and Six: Angels in America
- Diretto da: Claudia Yarmy
- Scritto da: Evan Kyle

### Trama
Tabitha e Jughead tentano di far dichiarare Pop's un punto di riferimento storico a Riverdale per bloccare il piano di Percival di smantellare il locale. Mentre è alla tavola calda, un uomo entra e spara a Tabitha, facendola saltare nel tempo, arrivando nel 1944 come Teresa Tate. Dopo che Teresa viene trovata a ospitare una giovane famiglia da Pop's, l'equivalente del 1944 di Percival tenta di farla arrestare. Tuttavia, Teresa fa mostrare all'angelo Percival la sua vera forma, facendo sanguinare gli occhi e rompendo le ossa. Un Percival arrabbiato torna più tardi alla tavola calda e spara a Teresa, innescando un altro salto temporale nel 1968. Tabitha assume la forma di Tina Tate e tenta di fermare l'assassinio di Martin Luther King Jr., ma senza successo. Un angelo le ricorda che deve fermare Percival in questa linea temporale. Dopo che l'assassinio di King è stato rivelato, un gruppo piange per i tentativi di Pop e Percival di farli arrestare per disordini. Tina fa licenziare Percival, ma lui lascia una bomba in cucina da Pop's. Quando la bomba esplode, Tabitha salta al 1999 e assume la forma di Tessa Tate. Il suo angelo in questo periodo di tempo la avverte di trovare il suo talismano da usare contro Percival nel presente. Tessa trova il suo talismano nel Santo Graal, allontanando Percival nel 1999 e tornando al presente. Tabitha si rende conto di essere cronocinetica ed è in grado di fermare il suo attaccante iniziale nel presente. Incontra Jughead, Cheryl, Betty e Archie per rivelare che devono combattere a tutti i costi per impedire a Percival di distruggere Riverdale, un evento futuro che secondo lei arriverà presto.

## Capitolo centosette: "La nebbia"
- Titolo originale: Chapter One Hundred and Seven: In the Fog
- Diretto da: Jeff Woolnough
- Scritto da: Chrissy Maroon

### Trama
Mentre una fitta nebbia si riversa su Riverdale, Alice e Percival fanno uno spettacolo teatrale per ordinare il coprifuoco della città in modo da poter bloccare il piano della banda di smantellare il consiglio comunale. Cheryl con riluttanza permette a Penelope, diventata suora, di stare con lei, ma scopre che parla con lo spirito di Abigail. Cheryl, infuriata, fa perdere i sensi a Penelope e la tortura con i suoi poteri pirocinetici. Penelope consegna a Cheryl le lettere della sua cotta d'infanzia, Heather, in segno di pace prima di partire. Toni, Fangs e Kevin continuano a lottare per la custodia di Anthony. Mentre Kevin si prepara a parlare con loro durante la cena, incontra Moose alla Riverdale High. I due riallacciano il loro rapporto e fanno sesso, ma Kevin è ancora perseguitato dalla loro prima volta al liceo. Veronica e Reggie discutono seriamente del loro futuro dopo essere stati bloccati al Babylonium, e si rendono conto che entrambi hanno bisogno di cambiamenti nella loro vita. Tabitha e Jughead trascorrono la serata da Pop's, pianificando come bloccare Percival. Tabitha rivela che durante i suoi salti temporali nel futuro, ci sono pochi scenari in cui Jughead sopravvive al calvario con Percival, il che la preoccupa. Betty si apre con Archie sul Trash Bag Killer e rivela che sospetta di essere incinta. Dopo che la nebbia ha lasciato la città, è stato riferito che Percival è stato nominato sindaco di Riverdale. Betty e Archie attendono con ansia i risultati di un test di gravidanza.

## Capitolo centootto: "Ex Libris"
- Titolo originale: Chapter One Hundred and Eight: Ex-Libris
- Diretto da: Ruba Nadda
- Scritto da: Aaron Allen

### Trama
Il test di gravidanza di Betty è negativo e Reggie si trasferisce dal Pembrooke. Percival dà la caccia ai libri non restituiti della biblioteca da Jughead, Archie, Betty, Veronica e Cheryl, che non sono tutti in grado di ridare indietro le copie che hanno preso in prestito dalla biblioteca. Percival prende i loro effetti personali come garanzia finché non riescono a trovare i libri. Mentre ne è in possesso, Percival usa gli oggetti della banda per torturarli e scatenare il loro trauma più oscuro. Betty affronta i ricordi dell'infanzia con le prime gesta omicide di Hal; Archie affronta la sua relazione con la signorina Grundy; Jughead affronta le circostanze della morte di suo nonno; Veronica affronta l'essere sola e Cheryl incontra il fantasma di Heather nel suo passato. Reggie e Kevin vengono braccati da Percival per i libri, ma riescono a restituirli. Percival ottiene un alleato in Reggie, e durante un momento d’intimità, Percival e Kevin si baciano. Veronica va a letto con Heraldo, ma la mattina dopo lo scopre morto. Il dottor Curdle conferma la causa della morte come avvelenamento da un ragno vedova nera. La banda restituisce i libri a Percival e recupera i propri oggetti. Cheryl ospita un raduno in cui la banda brucia i loro oggetti, così che Percival non possa avere alcun controllo su di loro.

## Capitolo centonove: "Veleno"
- Titolo originale: Chapter One Hundred and Nine: Venomous
- Diretto da: Lisa Soper
- Scritto da: Tessa Leigh Williams

### Trama
Archie lotta per superare la sua debolezza causata dal palladio in modo da avere una possibilità contro Percival. Si rivolge quindi a Cheryl per chiederle aiuto e questa gli suggerisce di eseguire un rituale per aiutare a rendere il suo corpo resistente al palladio. Il rituale ha successo e Archie e Betty si rallegrano. Nel frattempo, Veronica si scontra con Reggie per il controllo del Babylonium mentre impara a gestire la grande quantità di tossine che il suo corpo sta producendo. Cheryl si rivolge a Heather, andando contro il consiglio di Nana Rose. Altrove, Betty chiede aiuto a Jughead per scoprire i suoi ricordi repressi riguardanti suo padre. Scopre che Alice è risultata positiva al gene del serial killer e che lei e Hal hanno insabbiato un omicidio insieme prima che Hal assumesse il ruolo di Black Hood. Betty è arrabbiata con Alice per averla protetta dalla cura di suo padre e si confronta con lei. Veronica riprende il controllo del Babylonium. Jughead incontra bei ricordi del suo tempo con Betty e Heather arriva a Thornhill con sorpresa di Cheryl.

## Capitolo centodieci: "I fantasmi del Pop's"
- Titolo originale: Chapter One Hundred and Ten: Things That Go Bump in the Night
- Diretto da: Gabriel Correa
- Scritto da: Gigi Swift, Ryan Terrebonne

### Trama
Heather allena Cheryl nelle arti arcane dopo aver rivelato a Cheryl di essere una strega. Nel frattempo, dopo aver visto un'aura minacciosa intorno a Dagwood, Betty consulta l'agente Drake per dare un senso alle sue visioni. Presumono che Betty veda solo l'aura attorno a coloro che non hanno il gene MAOA, ma quando Alice si rivolge a Betty per aver preso i gemelli dalla sua custodia, Betty vede un'aura attorno ad Alice. Betty vede anche un'aura attorno al suo riflesso nello specchio, minando la sua intuizione. Altrove, Veronica consulta Jughead per chiedere aiuto per attirare affari nel Babylonium. Reggie la ricatta, quindi ordina a Jughead di cancellare la sua memoria. Toni e Fangs continuano a lottare per la custodia di Anthony, mentre Fangs fatica a mantenere un lavoro. Toni propone a Fangs di sposarsi per avere più possibilità di ottenere la custodia del bambino. Archie e Tabitha si mettono al lavoro per smantellare Pop's e per trasferirsi a causa della demolizione di Percival. Caricano i mobili sul camion, ma sono sorpresi di vedere il ristorante rimontato il giorno successivo. Tabitha si avvicina a Percival, ma consulta Heather e Cheryl quando si rende conto che la tavola calda è abitata da fantasmi che si rifiutano di spostare la posizione della tavola calda. Tabitha scende a compromessi con loro che accettano di spostare il diner.

## Capitolo centoundici: "Colletto blu"
- Titolo originale: Chapter One Hundred and Eleven: Blue Collar
- Diretto da: Tara Dafoe
- Scritto da: James DeWille, Arabella Anderson

### Trama
Archie e Tabitha convincono la squadra di lavoro di Percival a unirsi al sindacato dopo aver capito che li sta sfruttando. Archie arruola Cheryl per trovare prove del maltrattamento dei lavoratori nella storia dei Picken, a cui Heather assiste. Heather e Cheryl tentano un incantesimo in cui Cheryl entra invisibile nel negozio di Percival in modo che possano recuperare un libro. Nel frattempo, Reggie e Percival giocano con la mente di Jughead per vendicarsi e Toni e Fangs continuano a lottare per la custodia contro Kevin. Quando Toni chiede a Britta di fare da babysitter, Kevin fa visita ad Anthony e prende il suo ciuccio per determinare se è o meno il padre di Anthony. Tuttavia, Toni fa irruzione nel suo appartamento e litiga con lui. Altrove, Betty arriva a casa e trova Charles che dorme nel suo letto, morendo di leucemia. Alice cerca di soffocarlo per far cessare la sua sofferenza, ma Betty la ferma perché vuole imparare come Charles affronta quello che ha fatto. Betty si rende conto che Charles è “avvelenato” dai suoi errori e arruola Veronica e l'agente Drake per aiutarla a rimuovere le tossine dal suo corpo. Lo fanno tramite una trasfusione di sangue con Veronica, che apparentemente ha successo. Betty è determinata a intrappolare il Trash Bag Killer una volta per tutte e chiede a Veronica il permesso di tenere una convention di serial killer al Babylonium.

## Capitolo centododici: "American Psycho"
- Titolo originale: Chapter One Hundred and Twelve: American Psychos
- Diretto da: Gabriel Correa
- Scritto da: Tessa Leigh Williams e Greg Murray

### Trama
Betty e Veronica elaborano il piano per il convegno di serial killer, mentre Toni racconta a Cheryl del matrimonio. Cheryl è sconvolta e chiede a Kevin di eseguire un incantesimo di sfortuna sulla coppia. Quando l'incantesimo si ritorce contro, causando ad Anthony lo sviluppo di coliche, Heather interviene per aiutare. Nel frattempo, Archie e Tabitha continuano a schierarsi contro Percival. Percival quindi manipola il team per continuare con il lavoro, ma Tabitha e Archie li convincono a lasciare. Altrove, l'agente Drake confessa la sua attrazione per Betty nel bel mezzo del convegno. Tuttavia, Veronica la affronta per averlo fatto in un momento vulnerabile per Betty e convince Betty a parlare seriamente con Archie. Alla festa, il Trash Bag Killer chiama Betty davanti al pubblico, portandola a credere che lui sia presente al convegno. Quella sera, Betty vede il killer. Lo segue a casa sua: trova un agente dell'FBI assassinato e Alice e Charles legati al tavolo della cucina. Il Trash Bag Killer aspetta Betty nel garage, ma Betty lo uccide. Torna a casa e parla con Archie della loro relazione. Betty sceglie la luce lasciando andare l'oscurità e Archie e Betty si scambiano la più bella dichiarazione d'amore.

## Capitolo centotredici: "Orrori biblici"
- Titolo originale: Chapter One Hundred and Thirteen: Biblical
- Diretto da: Gabriel Correa
  - Scritto da: Ronald Paul Richard, Janine Salinas Schoenberg e Brian E. Paterson

### Trama
Mentre Jughead continua a lavorare nel bunker, Archie e Tabitha cercano di convincere il sindacato a continuare a lottare. Nel frattempo, Percival manda una serie di piaghe sulla città, rendendo il fiume Sweetwater rosso. Veronica organizza il matrimonio di Toni e Fangs, ma incontra un ostacolo nel trovare una data per il matrimonio. Cheryl, tramite un incantesimo, tenta di dare fuoco a Percival per ucciderlo e darlo come regalo di nozze a Toni. Tuttavia, l'incantesimo eseguito da Heather e Cheryl fallisce e Percival restituisce l'incantesimo dando fuoco a Nana Rose. Betty fa ricerche sugli eventi e scopre che Percival la sta paragonando alla bestia di Babilonia, progettando di catturarla in una palizzata. Betty lo affronta, ma lui le chiede di portargli Anthony come merce di scambio. Betty porta un'esca nel negozio di Percival, con la banda che usa l'incantesimo di invisibilità di Heather in modo che possano sostenerla. Inabilitano Percival in tempo per il matrimonio di Toni, ma lui scappa. Durante il matrimonio, Percival soffoca Nana Rose, la primogenita di Riverdale, causando la morte di tutti i primogeniti, inclusi Archie, Jughead, Fangs e Toni. Jughead si trova faccia a faccia con la sua controparte di Rivervale e Heather ha intenzione di chiamare Sabrina Spellman per aiutare la banda.

## Capitolo centoquattordici: "Le streghe di Riverdale"
- Titolo originale: Chapter One Hundred and Fourteen: The Witches of Riverdale
- Diretto da: Alex Pillai
- Scritto da: Roberto Aguirre-Sacasa e Chrissy Maroon
- Note: Questo episodio è un crossover con la serie "Le terrificanti avventure di Sabrina"

### Trama
Con poco tempo a disposizione, Heather chiama Sabrina Spellman a Riverdale per eseguire una resurrezione delle vittime della piaga biblica di Percival. Nel frattempo, Kevin tenta di fuggire a New York ma viene catturato da Percival. Reggie ottiene la piena proprietà del Babylonium da Percival, ma si rende conto che le intenzioni di Percival non sono buone quando Percival gli dice che farà giustiziare Kevin lì. Quindi cerca di salvare Kevin con l'aiuto di suo padre Marty, ma viene catturato da Percival e dai suoi scagnozzi. Altrove, Sabrina arriva e converte Veronica, Betty e Tabitha in streghe in modo che possano aiutare a compiere la risurrezione. Sabrina entra nell'aldilà e tenta di attirare l'anima di Jughead nel suo corpo, ma Jughead rifiuta. Quindi dirige temporaneamente l'anima del suo ragazzo Nick Scratch nel corpo di Jughead per trascorrere più tempo con lui dopo che si è sacrificato in modo che potesse tornare in vita. Dopo diversi tentativi falliti di attirare i ragazzi fuori dai loro paradisi ideali, Sabrina si rende conto che Cheryl possiede il potere della fenice e deve usarlo per consentire alle anime cadute di rinascere nel fuoco. Il paradiso di Archie è una vita con Betty e i loro figli e torna indietro solo quando sa che la vera Betty è in pericolo. Cheryl brucia i corpi affinché rinascano e ottiene successo, ma Sabrina la avverte dei pericoli dell'incantesimo. Tutti si riuniscono con i loro cari tranne Veronica, che in seguito apprende da Tabitha che c'è un numero quasi uguale di possibili futuri in cui lei e Archie stanno insieme. Jughead sente di nuovo. Cheryl rivela a Heather di aver resuscitato anche Jason e Polly nonostante siano morti da molto più tempo degli altri, e Tabitha rivela a Fangs e Toni che Baby Anthony è immortale e che lei è l'angelo custode di Riverdale.

## Capitolo centoquindici: "Ritorno a Rivervale"
- Titolo originale: Chapter One Hundred and Fifteen: Return to Rivervale
- Diretto da: Anna Kerrigan
- Scritto da: Ted Sullivan e Devon Turner

### Trama
Jughead si rende conto che può aprire portali, così lui e Tabitha vanno nell'universo di Rivervale per trovare risposte su Percival. Nel frattempo, Tom e Frank tengono in ostaggio Kevin, Marty e Reggie nel Babylonium in attesa della loro esecuzione. Alice intervista Percival, scoprendo che è un essere immortale che è stato portato a Riverdale la notte della bomba quando gli universi si sono uniti l'uno all'altro. Percival era in cerca di vendetta contro i primi coloni con cui venne a Rivervale, gli antenati della banda. Betty si riunisce con Polly, la quale la aiuta a rendersi conto che il suo gene del male non la definisce come criminale nonostante molti l'abbiano fatta senrire malvagia come il padre,tbk,la madre e Jughead. Cheryl e Archie hanno in programma di far esplodere i binari del treno dopo aver liberato Kevin, Reggie e Marty. Jughead e Tabitha capiscono che quello che succedeva a Riverdale era quello che scriveva Jughead a Rivervale nei fumetti ovvero i poteri e raccolgono informazioni su Percival dal signor Cypher a Rivervale e si rendono conto che le possibilità che vincano la guerra contro Percival a Riverdale sono scarse. Jughead aiuta Kevin, Reggie e Marty a scappare aprendo un portale a Riverdale. Per rappresaglia, Percival annuncia l'esecuzione di Frank, Tom e Alice alla banda.

## Capitolo centosedici: "Lo scontro"
- Titolo originale: Chapter One Hundred and Sixteen: The Stand
- Diretto da: Cierra Glaude
- Scritto da: Danielle Iman e Evan Kyle

### Trama
Con l'aumentare della tensione, la banda diventa creativa nella guerra a Percival. Archie e Veronica tentano di negoziare affinché Percival restituisca i corpi di Tom, Alice e Frank. Percival accetta, ma i corpi vengono restituiti senza testa, il che significa che Cheryl non è in grado di eseguire una resurrezione. Toni e Fangs creano un piano per tenere le teste nel Babylonium, rendendo inabili i Ghoulies, che hanno preso il posto. Inoltre, Tabitha invecchia Anthony per andare contro Percival come la sua più grande debolezza, poiché entrambi sono immortali. Il piano fallisce e si riorganizzano. Nel frattempo, Percival evoca attacchi contro Archie, Betty, Cheryl e Veronica. Tabitha è preoccupata per la battaglia e suggerisce a Jughead di aprire un portale per Rivervale, poiché le loro probabilità potrebbero essere migliori. Trasferiscono Pop's da El Royale mentre Tabitha accelera il tempo e combattono Percival nel parcheggio di Pop's a Riverdale. Percival sconfigge tutti tranne Jughead, che viene visto seduto alla finestra del diner. Percival cammina attraverso la porta, entrando in un portale per Rivervale. Jughead sfida Percival a una lotta ''mentale'' dove sembra avere la peggio. Tuttavia Jughead rivela il piano per sconfiggere Percival e renderlo inerme e vulnerabile, permettendo alle controparti di Rivervale di ferirlo. Tabitha lo consegna al signor Cypher e Percival maledice la città. Dopo aver resuscitato Alice, Tom e Frank, Cheryl e Heather convocano un incontro per far sapere a tutti che la cometa di Bailey si sta dirigendo direttamente verso Riverdale a causa della maledizione di Percival.

## Capitolo centodiciassette: "La notte della cometa"
- Titolo originale: Chapter One Hundred and Seventeen: Night of the Comet
- Diretto da: Gabriel Correa
- Scritto da: Roberto Aguirre-Sacasa, Aaron Allen

### Trama
A causa della maledizione di Percival, la cometa di Bailey è diretta a Riverdale e una barriera viene posta intorno alla città. Anche se nessuno può uscire, le persone possono comunque entrare. Heather e Cheryl chiedono ad Abigail su come distruggere la cometa. Cheryl ha in programma di usare i suoi poteri della Fenice per distruggere la cometa, ma ciò comporterà la morte di uno o più di coloro che sono stati resuscitati. Archie decide di fare la proposta di matrimonio a Betty, ma lei decide di aspettare fino al passaggio della cometa. In seguito però è lei che lo chiede a lui scegliendo finalmente la luce nella propria vita e lui accetta. Jughead e Tabitha escono con Tabitha usando le sue capacità cronocinetiche per vedere lei e Jughead avere una famiglia e invecchiare insieme. Heather lancia un incantesimo per consentire ad Abigail e all'antenata di Toni, Thomasina, di trascorrere un'ultima volta insieme usando i corpi di Cheryl e Toni. Veronica e Reggie fanno pace. Veronica ha intenzione di sottrarre i poteri da ogni membro della banda e darli a Cheryl in modo che abbia abbastanza potere per distruggere la cometa e mantenere tutti in vita: grazie a Cheryl, la cometa viene distrutta. Prima però che la ragazza ci riesca, Heather le spiega di aver intenzione di tornare a Greendale da sola, perché l'aver visto Abigail e Thomasina le ha fatto capire che Cheryl e Toni sono unite da un legame indissolubile ed eterno, che trascende il tempo e che è scritto nelle stelle. Anche se entrambe sono impegnate con un'altra persona, Heather ritiene che questo non durerà e che, quindi, per lei è meglio non aspettare che quel momento arrivi. Per colpa dell'Unione dei poteri, anche se i residenti di Riverdale sono salvi, vengono rimandati indietro nel tempo fino all'anno 1955, con solo Jughead che ricorda gli eventi accaduti.